# De profundis (film, 2007)
Pour les articles homonymes, voir De profundis.
Pour plus de détails, voir Fiche technique et Distribution.
De profundis est un long métrage d'animation hispano-portugais réalisé par Miguelanxo Prado et sorti en 2007. C'est un film fantastique évoquant le mythe de la sirène. Il emploie des images de synthèse, avec un rendu inspiré par l'animation en volume de papier découpé, et il ne contient aucun dialogue.

## Résumé
Victime d'un naufrage, un peintre plonge dans la mer et rencontre une sirène rousse et muette. Elle le guide et ils explorent les fonds marins. Est-il mort ou a-t-il bel et bien rencontré un être surnaturel ? Ailleurs, sur une petite île, la compagne du peintre, une violoniste rousse, trompe son inquiétude en jouant des sérénades aux animaux marins qui passent, avec une prédilection pour les baleines.

## Fiche technique
- Titre : De profundis
- Réalisation : Miguelanxo Prado
- Scénario : Miguelanxo Prado
- Musique originale : Nani García
- Son : José Luis Vázquez
- Montage : Guillermo Represa
- Production : Pancho Casal
- Studios de production : Continental Producciones, Desembarco Produccións, Zeppelin Filmes (Portugal), Kinema Digital (effets numériques), Pablo Dávila Estudio (graphismes)
- Pays : Espagne, Portugal
- Durée : 80 minutes
- Format : couleur
- Son : Dolby Digital
- Dates de sortie : 
  - Espagne : 19 janvier 2007
  - Portugal : 30 juillet 2009
  - France : 7 mars 2009 (Festival Les Reflets du cinéma ibérique et latino-américain de Villeurbanne)

## Conception du film

### Bande originale
La bande originale du film est composée par Nani García, interprétée par l'Orchestre symphonique de Galice, sous la direction de  Rubén Gimeno. Elle joue un rôle particulièrement important dans le film : en l'absence de tout dialogue, c'est la musique qui guide l'intrigue et les émotions.

## Distinctions
- Prix Mestre Mateo 2007 de la Meilleure bande originale pour la musique de Nani García[2]
- Le film figure parmi les nommés en vue du Prix Goya du meilleur film d'animation 2007. Le prix est finalement remporté par La petite souris de Juan Pablo Buscarini[3].